# 高取峠
高取峠（たかとりとうげ）は、兵庫県の赤穂市高野と相生市佐方との間にある峠。
峠のある山を「八重山」といい、鷹の多い山だった。飛鳥時代に赤穂郡一帯を治めていた秦河勝が、この山で遊猟をしたといい、後世の領主も鷹狩りをしたことから、「鷹取峠」と呼ばれるようになったと伝えられている。これが後に「高取峠」と書き表すようになったとされている。
道が通じるようになったのは江戸時代になってからで、赤穂藩主の浅野氏によって官道として整備された。以来、参勤交代のルートとなった。
昭和時代になり主要地方道相生赤穂備前線に指定され兵庫県道30号・岡山県道1号相生赤穂備前線となったが、1956年（昭和31年）に国道250号へ昇格された。

## 通過する交通路
いまは「赤穂街道（国道250号）」が通っているが、これはかつての官道・高取峠よりもやや南東よりの標高の低い位置を通過している。この道路は赤穂市と相生市を繋ぐ重要ルートだが、険路のため交通網のボトルネックになっており、新たなトンネル掘削による改良が課題となっている。なお、かつての峠には採石場がある。
鉄道ではJR西日本・赤穂線の高取トンネルが通じている。

## 主な災害
- 1971年7月18日 - 相生豪雨により国道250号線で土砂崩れが発生。道路上に停車していた観光バス1台、乗用車3台が押し流されて転落。3人死亡、49人負傷[5]。